# Winterbourne Steepleton
Winterbourne Steepleton est une paroisse civile et un village du Dorset, en Angleterre.